# Pietrele, Giurgiu
Pietrele este un sat în comuna Băneasa din județul Giurgiu, Muntenia, România. La recensământul din 2002 avea o populație de 1286 locuitori.